# Temesi
Temesi is een bestuurslaag in het regentschap Gianyar van de provincie Bali, Indonesië. Temesi telt 3559 inwoners (volkstelling 2010).